# 2MASS J08300825+4828482
2MASS J08300825+4828482 ist ein Brauner Zwerg im Sternbild Luchs. Er wurde 2002 von Thomas R. Geballe et al. entdeckt. Er gehört der Spektralklasse L9 an. Seine Position verschiebt sich aufgrund seiner Eigenbewegung jährlich um 1,27 Bogensekunden. Zudem weist er eine Parallaxe von 0,076 Bogensekunden auf.